# Cyril Norman Hinshelwood
Sir Cyril Norman Hinshelwood (19. června 1897 – 9. října 1967) byl anglický fyzikální chemik, nositel Nobelovy ceny za chemii.

## Život a dílo
Narodil se v Londýně, jeho rodiče byli Norman Macmillan Hinshelwood, autorizovaný účetní a Ethe Frances, rozená Smith. Prvního vzdělání se mu dostalo v Kanadě, odkud se vrátil po smrti svého otce do malého bytu v Chelsea, kde prožil zbytek svého života. Studoval poté na Westminster City School a Balliol College, Oxfordská univerzita. Během první světové války byl chemikem v továrně na výbušniny. Od roku 1921 do roku 1937 byl domácím učitelem na Trinity College a profesorem chemie na Oxfordské universitě od roku 1937. Byl členem několika Advisory Councils při britské vládě ve vědeckých záležitostech. V roce 1929 byl zvolen členem Královské společnosti nauk, jejímž prezidentem byl od roku 1955 do roku 1960. V roce 1948 byl povýšen na rytíře a v roce 1960 byl vyznamenán Řádem za zásluhy.
Své první studie molekulární kinetiky publikoval v práci Thermodynamics for Students of Chemistry (Termodynamika pro studenty chemie) a Kinetics of Chemical Change (Kinetika chemických změn) v roce 1926. S Harold Warris Thompsonem studoval explozivní reakce mezi vodíkem a kyslíkem a popsal fenomén řetězové reakce. Jeho následující práce na syntetických změnách v bakteriální buňce měla ohromný význam pro pozdější výzkumné práce o antibiotikách a terapeutických látkách a jeho kniha The Chemical Kinetics of the Bacteriall Cell (Chemická kinetika bakteriální buňky) byla zveřejněna v roce 1946, následována prací Growth, Function a Regulation in Bacterial Cell (Růst, funkce a regulace v bakteriálních buňkách) z roku 1966. V roce 1951 publikoval The Structure of Physical Chemistry (Struktura fyzikální chemie). Tato práce byla znovu otištěna v Oxford Classic Texts v sekci Physical Sciences v roce 2005.
V roce 1956 dostal Nobelovu cenu za chemii společně s Nikolajem Semjonovem (SSSR) za své výzkumy mechanismu chemických reakcí.
Byl prezident Chemical Society, Royal Society, Classical Association a Faraday Society, získal mnoho ocenění a čestných titulů.
Nikdy se neoženil. Mluvil plynně sedmi klasickými a moderními jazyky a jeho hlavní záliby byly malování, sbírání čínského porcelánu a zahraniční literatura.